# Шаговое напряжение

Распределение электрического потенциала вокруг упавшего провода; U_{S1}−U_{S2} — шаговое напряжение.

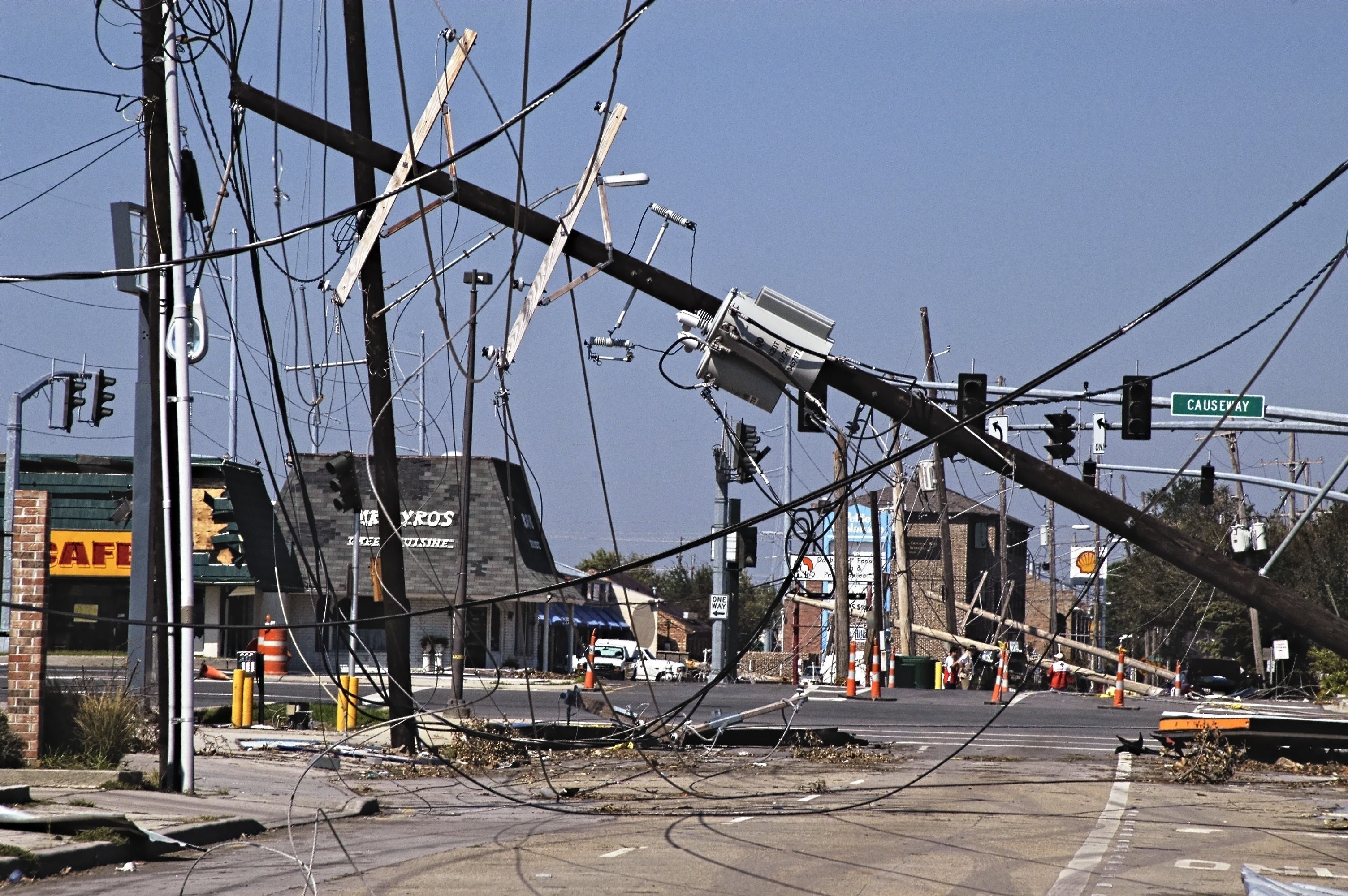
Поваленные опоры электропередачи могут стать источником шагового напряжения.

Шаговое напряжение — напряжение, обусловленное электрическим током, протекающим по земле или по токопроводящему полу, и равное разности потенциалов между двумя точками поверхности земли (пола), находящимися на расстоянии одного шага человека. Шаговое напряжение зависит от длины шага, удельного сопротивления грунта и силы протекающего через него тока, а также частоты тока и других параметров. Опасное шаговое напряжение может возникнуть, например, около упавшего на землю провода под напряжением или вблизи заземлителей электроустановок при аварийном коротком замыкании на землю (допустимые значения сопротивления заземлителей и удельное сопротивление грунта нормируются для того, чтобы избежать подобной ситуации).
При попадании под шаговое напряжение через тело человека начинает проходить ток, возникают непроизвольные судорожные сокращения мышц ног и, как следствие, падение человека на землю. Ток начинает проходить между новыми точками опоры — например, от рук к ногам, что приводит к дальнейшему поражению и всё больше приближает смертельное поражение. Даже если первый удар оказался не смертельным, пострадавший не может покинуть зону шагового напряжения самостоятельно.
Особо опасно шаговое напряжение для крупного рогатого скота, так как расстояние между передними и задними ногами у этих животных очень велико и, соответственно, велико напряжение, под которое они попадают. Нередки случаи гибели скота от шагового напряжения.

## Поведение под шаговым напряжением

### Пешком
При подозрении на шаговое напряжение надо покинуть опасную зону медленными шажками, при этом не отрывая одну ногу от другой (гусиным шагом). Отходить надо как минимум на 8 метров, но лучше отойти как можно дальше. Прыгать нельзя, есть риск упасть, что обычно смертельно.
Вызвать аварийную службу. Если номер неизвестен — начинать с горячей линии (112 или подобного) или пожарной охраны. Предупреждать всех приближающихся об опасности.
Избегать поваленных опор, оборванных проводов. Отойти подальше от работающего экскаватора — есть шанс, что он «найдёт» высоковольтный кабель. Если в руках лестница, длинная труба или удочка — смотреть, за что она может зацепиться.

### В машине
Машины с длинными стрелами (краны, бетононасосы, комбайны…), а также переводящие негабаритный груз, нередко задевают провода и создают вокруг шаговое напряжение. Если это случилось, действия таковы.
Остановить работу. Лучше всего оставаться в машине и вызвать аварийную службу. Всех приближающихся предупреждать об опасности.
Если двигатель не заглох и машину можно вывести из-под напряжения, не оборвав провод — попытаться.
Если горит что угодно, даже резина, попытаться спрыгнуть с как можно более сомкнутыми ногами, стараясь не задеть одновременно землю и кузов, а потом удалиться как при шаговом напряжении.

## Расчёт
Шаговое напряжение зависит от сопротивления разных слоёв почвы — тем не менее, поддаётся прикидочным расчётам. Для примера рассмотрим однофазное замыкание на землю в одной точке. Сначала надо вычислить ток однофазного замыкания.
{\displaystyle I_{\text{sc}}={\frac {U_{\text{phase}}}{R_{0}+R_{\text{cont}}}}},
где Isc — ток короткого замыкания, Uphase — напряжение фазы, R0 — сопротивление рабочего заземления нейтрали (единицы ом), Rcont — сопротивление растеканию тока в месте контакта (обычно оценивают в 12 Ом). После этого можно вычислить шаговое напряжение:
{\displaystyle U_{\text{step}}={\frac {I_{\text{sc}}\rho a}{2\pi x(x+a)}}},
где ρ — удельное сопротивление земли (сотни ом-метров), x — расстояние от проводника, a — длина шага, для человека от 0,7 м (средняя) до 1,0 м (с запасом), для скота 1,4 м.
При определённых условиях (вспотевший человек, промокшая обувь) сопротивление между ногами может быть меньше 1 кОм — так что даже низкие (несколько десятков вольт) напряжения не всегда безопасны! На производстве имелось немало несчастных случаев от удара напряжением в 36 и менее вольт.

## Лошадиная авария
В 1928 году в Ленинграде произошла авария, вошедшая в учебники под названием «лошадиной».
Посреди площади, вымощенной деревянными шестиугольниками, стоял чугунный колодец с разъединителем на 2000 вольт. Однажды в колодце растрескался изолятор, и разъединитель повис на проводе в нескольких сантиметрах от стенки. Прошёл дождь, и мостовая стала проводящей и податливой. Когда рядом с колодцем проехала гружёная телега, мостовая прогнулась — и провод замкнуло на колодец.
Людей, чья длина шага не превышала метра, просто било током. А лошадь, с её полутораметровым корпусом и железными подковами, убило насмерть. Мостовая была под напряжением в течение двух секунд, после чего на подстанции сработал «автомат».
Неожиданная гибель лошади вызвала интерес людей, прибыл конный патруль. Телегу оттащили, и короткое замыкание прекратилось. В это время дежурный по подстанции проверил сопротивление изоляции и, посчитав отключение ложным, подал ток. Разъединитель с колодцем образовали электрическую дугу, и на мостовой снова возникло шаговое напряжение, погибли две милицейские лошади.
Повторно подать ток дежурный не имел права, так что ущерб ограничился тремя убитыми лошадьми.
В 2011 году сходная авария случилась на английском ипподроме в графстве Беркшир, причиной стал ветхий подземный кабель.